# Giusto Fernando Tenducci
Giusto Fernando Tenducci, noto anche con il soprannome di il Senesino (Siena, 1735 o 1736 – Genova, 25 gennaio 1790), è stato un cantante castrato e compositore italiano.

## Biografia
Nel 1750 si esibisce a Cagliari nel teatro dell'Università nella parte di Artaserse, il che retrodata il suo debutto finora attestato a Venezia nel 1753. Nel 1758 si impone a Londra dove negli anni seguenti accresce la sua fama. Il momento culmine della sua carriera fu sempre a Londra, nel 1770, dove cantò un pasticcio dell'Orfeo ed Euridice di Gluck, per lui approntato da Johann Christian Bach, rendendo da questo momento celebre l'aria Che farò senza Euridice.
Benché fosse castrato sposò nel 1766 Dora Maunsell, una quindicenne, ma il matrimonio fu annullato nel 1772 per la probabile impotenza di Tenducci. Secondo Casanova la coppia ebbe due figli, anche se vista la sua condizione erano quasi sicuramente figli dell'amante e poi secondo marito della moglie. Di Tenducci ci sono pervenute alcune opere come Farnace,Il castello di Andalusia, e alcune sonate. Fu anche amico di Mozart, al quale impartì delle lezioni di canto.
Nel 1788 ebbe una relazione con la belga Théroigne de Méricourt, la futura "amazzone della rivoluzione francese" a cui trasmise una malattia venerea e con cui viaggiò per l'Italia.
Due anni dopo, Tenducci morì a Genova.